# Kloster St. Georg (Isny)

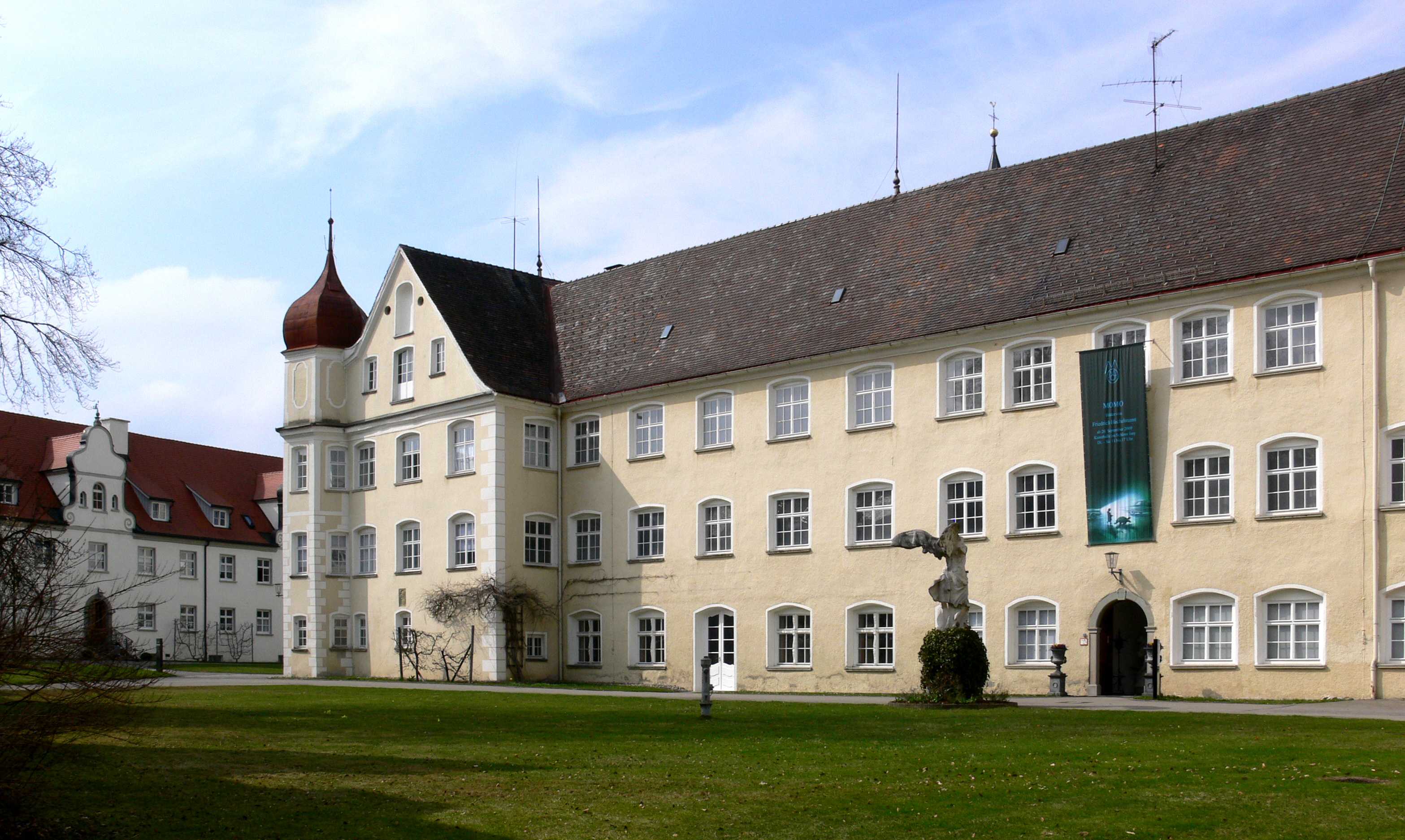
Ehemalige Benediktinerabtei St. Georg zu Isny

Das Kloster St. Georg (Patrone: St. Georg und St. Jakobus der Ältere; seit 1806 Schloss Isny) ist eine im Jahr 1096 gegründete ehemalige Benediktinerabtei in Isny im Allgäu, in der Diözese Konstanz, und bestand als kleine Reichsabtei von 1782 bis zur Säkularisation.
Auf der Grundlage des Reichsdeputationshauptschlusses 1803 übernahm der aus dem Rheinland stammende Graf Otto Wilhelm von Quadt-Wykradt-Isny als Entschädigung für die verlorene linksrheinische Herrschaft Wickradt die Reichsabtei und die Reichsstadt Isny. 1806 mediatisierte das neue Königreich Württemberg die erst dreijährige Grafschaft Isny. Die ehemalige Reichsabtei verblieb im persönlichen Besitz der Grafenfamilie, die die Konventsgebäude als Schloss nutzte und behutsam umbaute.
1942 wurde das Schloss an die Stadt Stuttgart verkauft, die es als Krankenhaus und als Pflegeheim nutzte. Nach der Schließung des Heims 1996 gingen die Gebäude in den Besitz einer Stiftung von Isnyer Bürgern über. Die Klosterkirche wurde schon 1868 der Stadt geschenkt und so zur Pfarrkirche St. Georg und Jakobus.

## Geschichte

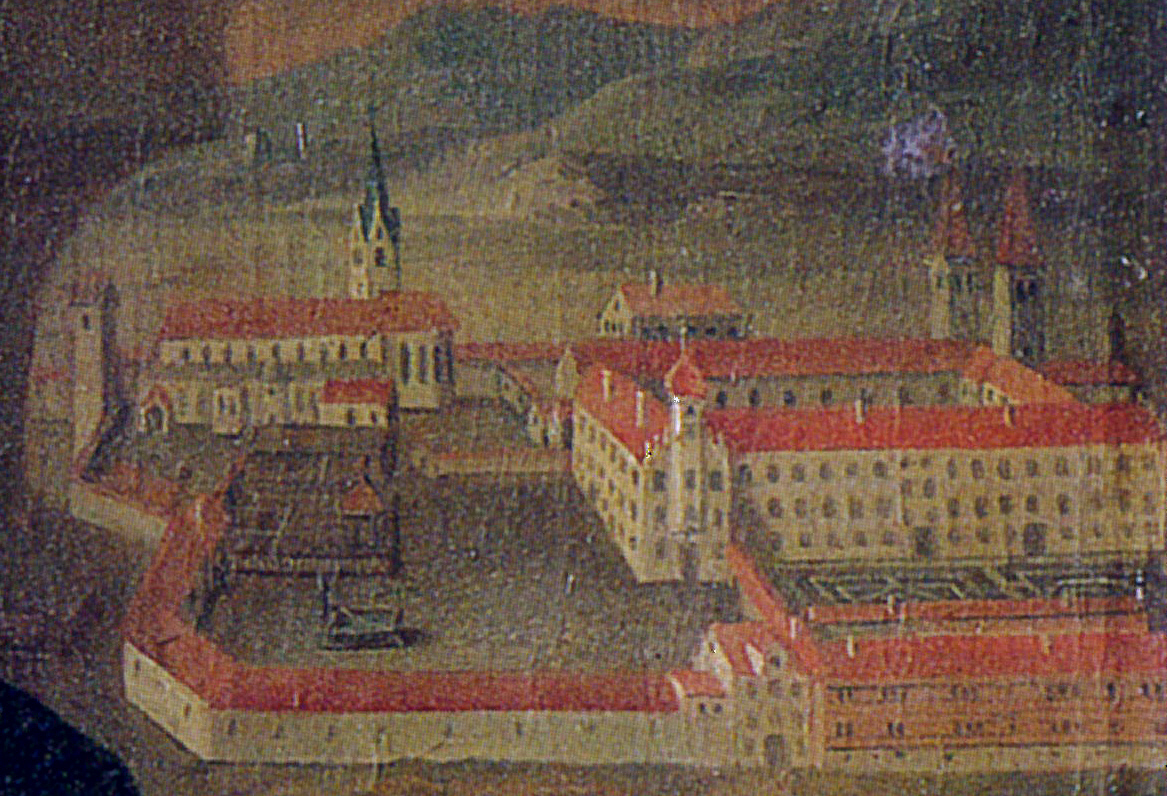
Das Kloster vor der Barockisierung – Detail eines Abtgemäldes

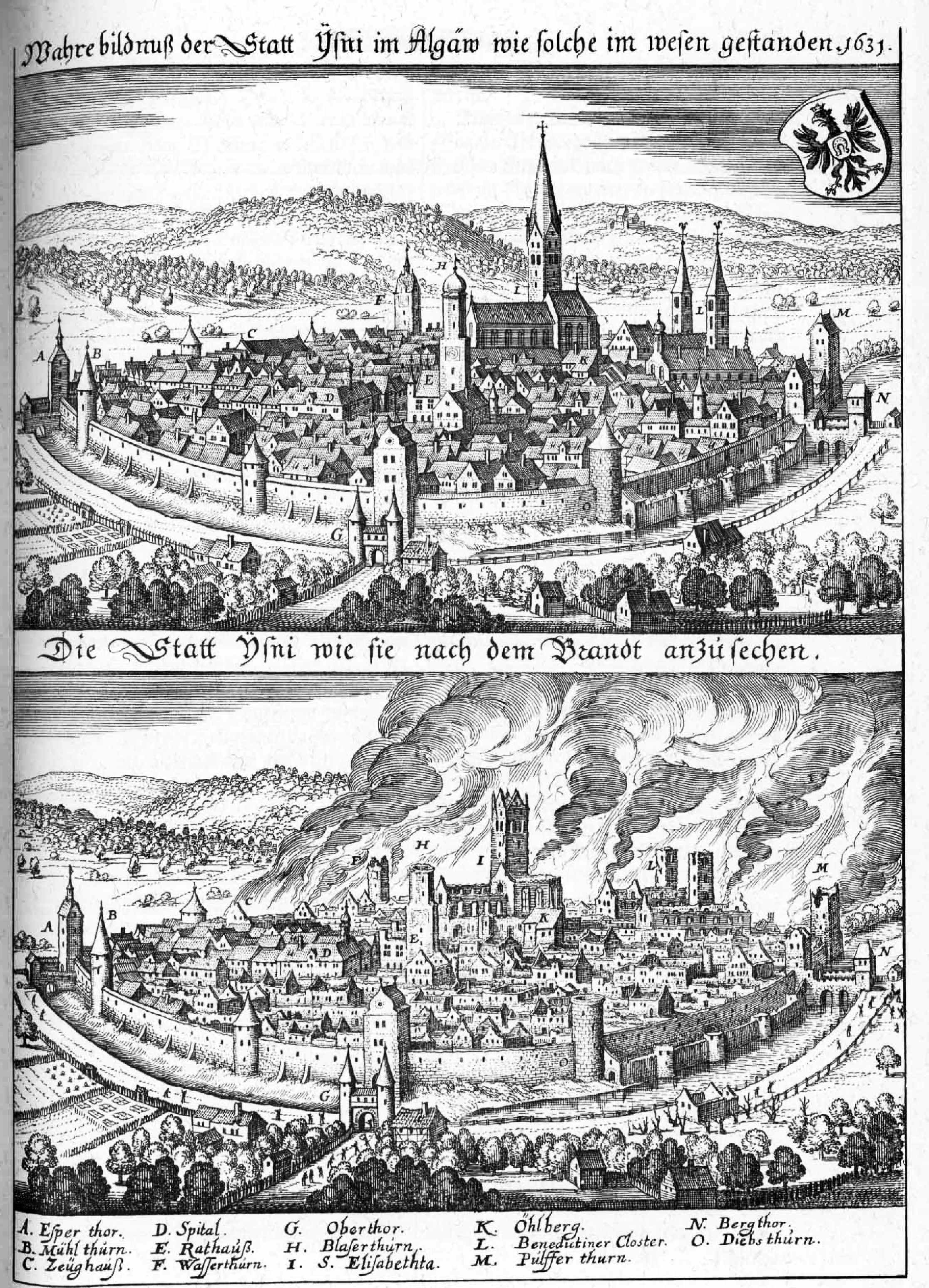
Isny und das Kloster vor und nach dem Brand von 1631

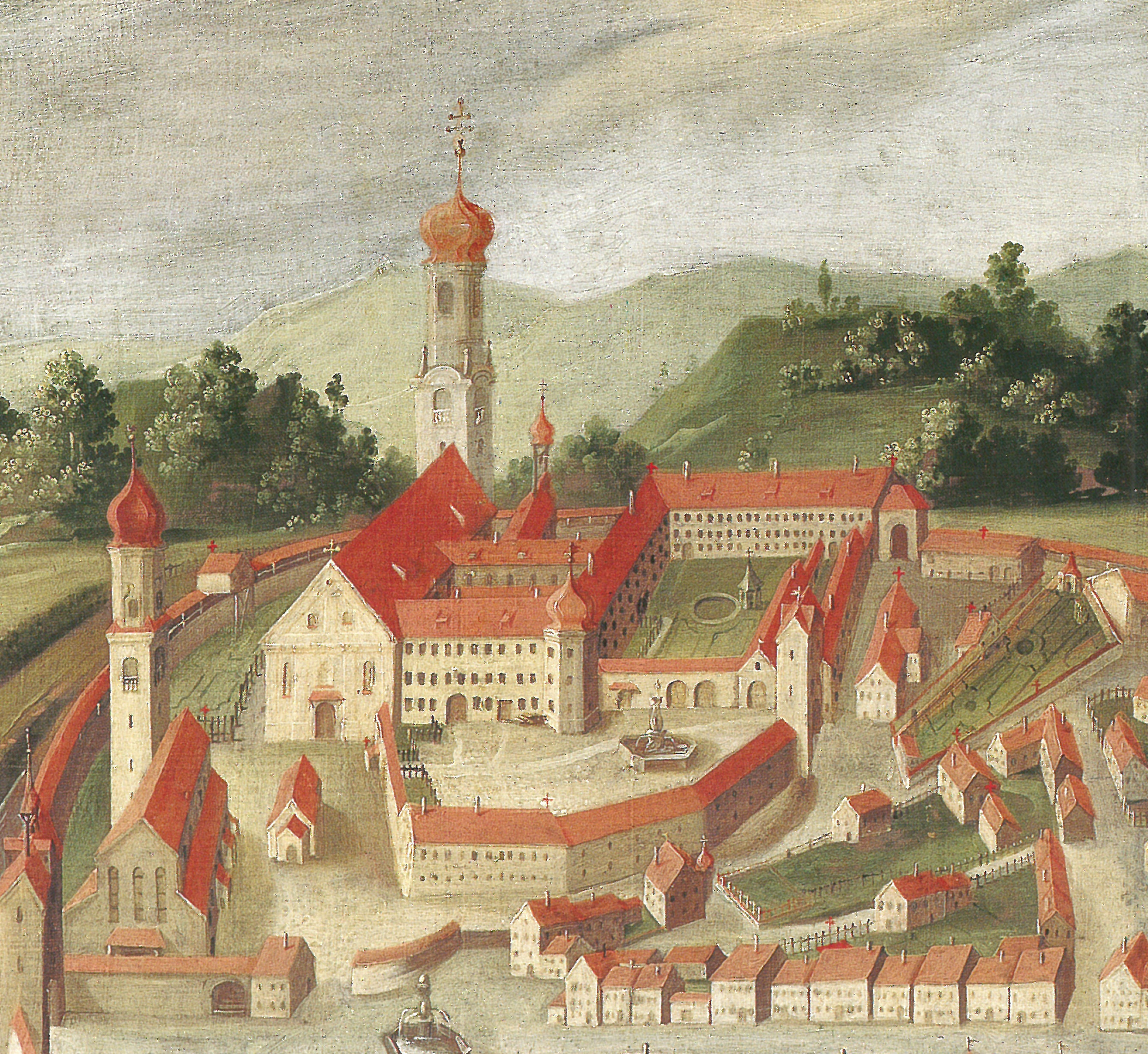
Die Abtei Isny im Jahr 1737 – St. Georg und Jakobus ist noch Klosterkirche

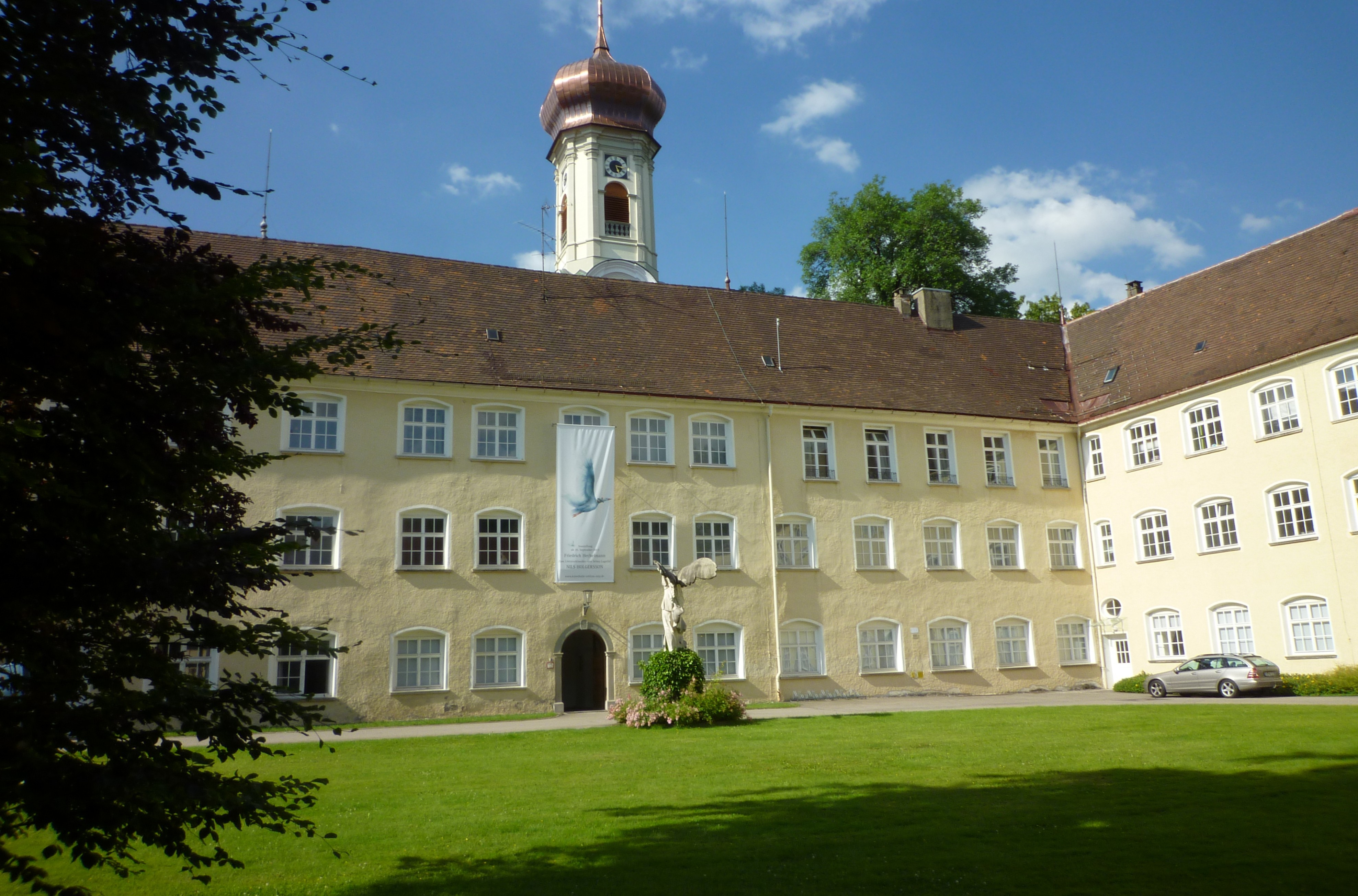
Das Schloss im Jahr 2014 – Städtische Galerie im Schloss

### Kloster und Stadt im Mittelalter
Das Kloster St. Georg wurde 1096 durch die Grafen von Altshausen-Veringen (Wolfrad und Manegold) gestiftet und im selben Jahr zur Abtei erhoben. Die ersten Benediktinermönche kamen gemäß der Klosterüberlieferung aus der Abtei Hirsau im Nordschwarzwald. 1106 wurde die Stiftung des Benediktinerklosters Isny durch Papst Paschalis II. bestätigt. Gegen Ende des 12. Jahrhunderts wurde in Isny auch ein Benediktinerinnen-Konvent eingerichtet, der jedoch um 1189 nach Rohrdorf verlegt wurde.
1171 überließ das Kloster St. Georg dem Schirmvogt, dem Grafen von Veringen, in einem Tauschvertrag das südlich und westlich an das Kloster grenzende Land für die Gründung einer Stadt anstelle der bereits großen Siedlung vor den Klostermauern, die nun als Marktsiedlung ausgebaut wurde. Die Geschichte des Klosters ist seither nicht mehr von der Geschichte der Stadt Isny zu trennen. 1281 verlieh König Rudolf von Habsburg auf Betreiben seines engen Vertrauten Heinrich von Isny dem Ort das Lindauer Stadtrecht.
Ein Stadtbrand 1284 und die großen Pestepidemien von 1349 und 1350 waren für die Stadt vorübergehende Rückschläge, für die Abtei bedeuteten sie beinahe das Ende. Die Pest hatte den gesamten Konvent hingerafft. Nur dank des neuen Schirmvogts (seit 1306), des Erbtruchsessen von Waldburg, der den Pfarrer der Stadtkirche kurzerhand als Abt einsetzte, überlebte das Kloster. Die Stadt konnte sich 1365 vom hochverschuldeten Truchsess freikaufen und wurde reichsunmittelbar. Die Mönche hingegen übernahmen im Spätmittelalter immer mehr stiftische Strukturen. Erst der ab 1500 sich bemerkbar machende Einfluss der Melker Reform stellte das regelkonforme benediktinische Mönchsleben im Georgskloster wieder weitgehend her.

### Protestantische Stadt – katholische Abtei
Wie die meisten Reichsstädte nahm Isny 1529 die vorerst von Zwingli geprägte Reformation an und trat dem Schmalkaldischen Bund bei. Die Benediktinerabtei war inzwischen unter dem Abt Philipp von Stein (1501–1532) mit Hilfe von Mönchen aus Blaubeuren und Wiblingen einer strengen Reform (s. o.) unterworfen worden. Die Klausur wurde durch eine neue Ringmauer gegen die Stadt betont. Arg bedrängt von den Stadtbürgern, die 1534 auch einen Bildersturm im Kloster veranstalteten, blieb der Konvent dank der Hilfe der Truchsessen von Waldburg bei der alten Religion und überlebte, wenn auch arg dezimiert. Im Jahr 1548 waren nur noch der Abt und drei Mönche im Kloster. Mit der inzwischen durch wirtschaftlichen Niedergang und Weberaufstände mitgenommenen Reichsstadt einigte sich die Abtei auf Überlassung der Pfarrkirche St. Nikolaus als evangelische Stadtkirche.
Kurzfristig teilte die Abtei das Los mit der Stadt und stand um 1607 vor dem Konkurs. Isny war das Sorgenkind der Oberschwäbischen Benediktinerkongregation, deswegen wollte der Abt von Weingarten die Abtei Isny auflösen und lediglich als Priorat führen. Da aber der eingesetzte Administrator, der Prior Wolfgang Schmid, die Ökonomie und die Ordenszucht wieder ordnen konnte und 1612–1617 die Konventanlage umbaute, die spätgotische Kirche und die Marienkapelle umgestaltete und sie mit neuen Altären ausstattete, wurde er 1617 als Abt gewählt. 1631 musste er erleben, wie alles im großen Stadtbrand wieder zerstört wurde. Neben der wirtschaftlichen Restauration kam auch die innerklösterliche Erneuerung in diesen Zeiten nur langsam voran. Ein Wandel sollte sich erst in der zweiten Hälfte des 17. Jahrhunderts einstellen.
Der Dreißigjährige Krieg hatte sich bis zu diesem Zeitpunkt nur mit Durchzügen und Quartiernahmen bemerkbar gemacht, verhinderte nun aber durch Besatzungen, Plünderungen und Kontributionen den Wiederaufbau von Stadt und Kloster. Die Reichsstadt erholte sich wirtschaftlich bis zu ihrer Auflösung 1803 nicht mehr. Das Kloster hingegen, 1646 von den Schweden das letzte Mal ausgeplündert, konnte sich dank einer Reihe von ökonomisch klugen Äbten und mit Unterstützung der Abtei Weingarten erholen und im Barockzeitalter einen bisher nicht gekannten Wohlstand erreichen. Dies ermöglichte der Abtei auch, bereits 1675 wichtige landesherrliche Rechte von den Truchsessen von Waldburg zu erwerben. Der entscheidende Durchbruch geschah im Abbatiat des aus der Abtei Weingarten postulierten Abtes Alfons Torelli (1701–1731), des sogenannten zweiten Gründers. Künstlerisch bemerkbar machte sich der Aufschwung des Klosterlebens besonders durch die Rokoko-Ausstattung der Abteikirche durch Wessobrunner Künstler in den Jahren 1757–1763. Bis 1781 konnte die Abtei St. Georg sich dann endgültig von den Truchsessen von Waldburg freikaufen und als jüngste Reichsabtei im Schwäbischen Reichsprälatenkollegium ihren Sitz einnehmen.

### Säkularisation – Umwandlung in ein Schloss
Als 1803 Graf Otto von Quadt-Wykradt die Reichsabtei und die Reichsstadt Isny übernahm, wurde für die Abtei ein Reinertrag von 19.000 Gulden bei Schulden von 114.000 Gulden berechnet. Die Reichsabtei bestand noch aus dem Abt und 13 Konventualen, ihr Gebiet umfasste 80 Feuerstellen, war also winzig klein im Vergleich zu anderen Reichsabteien. 1806 mediatisierte das neue Königreich Württemberg die erst drei Jahre alte Grafschaft Isny. Weder der Graf noch die 1500 Einwohner der praktisch bankrotten Stadt waren darüber unglücklich. Die ehemalige Reichsabtei verblieb im persönlichen Besitz des Grafen. Die Familie nutzte die Konventgebäude als Herrschaftssitz, als Schloss. Die katholische Pfarrgemeinde, zu der nun auch die wenigen katholischen Einwohner der mehrheitlich protestantischen Stadt zählten, konnte die ehemalige Klosterkirche nutzen. Sie wurde ihr 1868 von der gräflichen Familie zu Eigentum überlassen. Der Innenraum blieb im 19. Jahrhundert vor gröberen Eingriffen verschont, Korrekturen fanden bei der letzten umfassenden Restaurierung 1994–1996 statt.
Das Schicksal der ehemaligen Konventgebäude ist weniger glücklich. Auf Wunsch der Stadt Isny verkaufte die gräfliche Familie die kaum veränderten Gebäude 1942 an die Stadt Stuttgart, die das sogenannte „Schloss“ für die Hitlerjugend zur Erholung und Schulung nutzen wollte. Die Kriegslage war 1944 der Grund, die Gebäude als Hilfskrankenhaus herzurichten. Als Krankenhaus diente es auch nach dem Krieg, als es 1953–1954 zum Zweck der Weiterverwendung als geriatrische Klinik und Pflegeheim umgebaut wurde. 1996 musste die Stadt Stuttgart das Heim schließen. Eine private Stiftung übernahm die inzwischen mehrfach umgebauten Konventbauten, nachdem die Stadt den Kauf verweigert hatte. Soweit noch möglich wurden die Gebäude restauriert.
In einigen Räumen betreibt heute die Stadt Isny als Mieterin eine städtische Kunsthalle mit der Möglichkeit der Besichtigung des ehemaligen Refektoriums. Seit 2010 ist hier auch die „Städtische Galerie im Schloss“ sowie die private Kunsthalle von Friedrich Hechelmann zu finden. Die offiziellen Bezeichnungen zeigen, dass die kurze Schlossnutzung von 1803–1942 im Verständnis der Stadteinwohner die lange Klosterzeit von 1096–1803 verdrängt hat.

## Baugeschichte
Die erste Klosteranlage und die romanische Kirche brannten 1284 nieder. Direkt nach dem Brand wurde wohl eine Basilika neu errichtet und 1288 geweiht. Im ersten Drittel des 17. Jahrhunderts wurden zahlreiche Räumlichkeiten umgebaut oder neu errichtet, die jedoch 1631 bei dem verheerenden Stadtbrand zerstört wurden.
Abt Dominikus Arzet (1650–1661) begann nach dem Dreißigjährigen Krieg mit dem Wiederaufbau der niedergebrannten Klosteranlage. Eine Erbschaft von über 20.000 Gulden zugunsten des Wiederaufbaus begünstigte die Bauvorhaben. Schon 1645–1648, noch während des Krieges, war die 1391 erbaute Marienkapelle unter seinem Vorgänger wiederhergestellt worden. Ihr gewölbter Chor hatte dem Feuer standgehalten. Sie war in der Tradition mittelalterlicher Klöster parallel zur Stiftskirche an den Ostflügel angebaut und diente dem kleinen Konvent als provisorischer Gottesdienstraum. Abt Dominikus begann 1650 mit dem Neubau des Marstalls, 1653 des Bräuhauses, über das er drei Mönchszellen für die wenigen verbliebenen Konventualen einrichtete, 1654 folgte der doppelte Stall und 1655 der lange Bau im Bauhof. Die Gebäude waren meist Wiederaufbauten und bewiesen in ihrer Reihenfolge ökonomische Vernunft.
Seit 1652 war auch der Vorarlberger Baumeister Michael Beer (1605–1666) im Spiel. Er baute für den Fürstabt Roman Giel von Gielsberg in der benachbarten Fürstabtei Kempten den großen Residenz- und Kirchenneubau und stellte sich Abt Dominikus mit einem Projekt für den Kirchenneubau in Isny vor. Der Abt berücksichtigte den Baumeister aber erst 1656–1657 für den „Neuen Bau“ und den Teilwiederaufbau der Konventflügel. Der „Neue Bau“ wurde als östliche Klosterhofbegrenzung im rechten Winkel an den Konvent-Südflügel und entlang der Stadtmauer gebaut.

### Barockanlage mit Rokokoschmuck

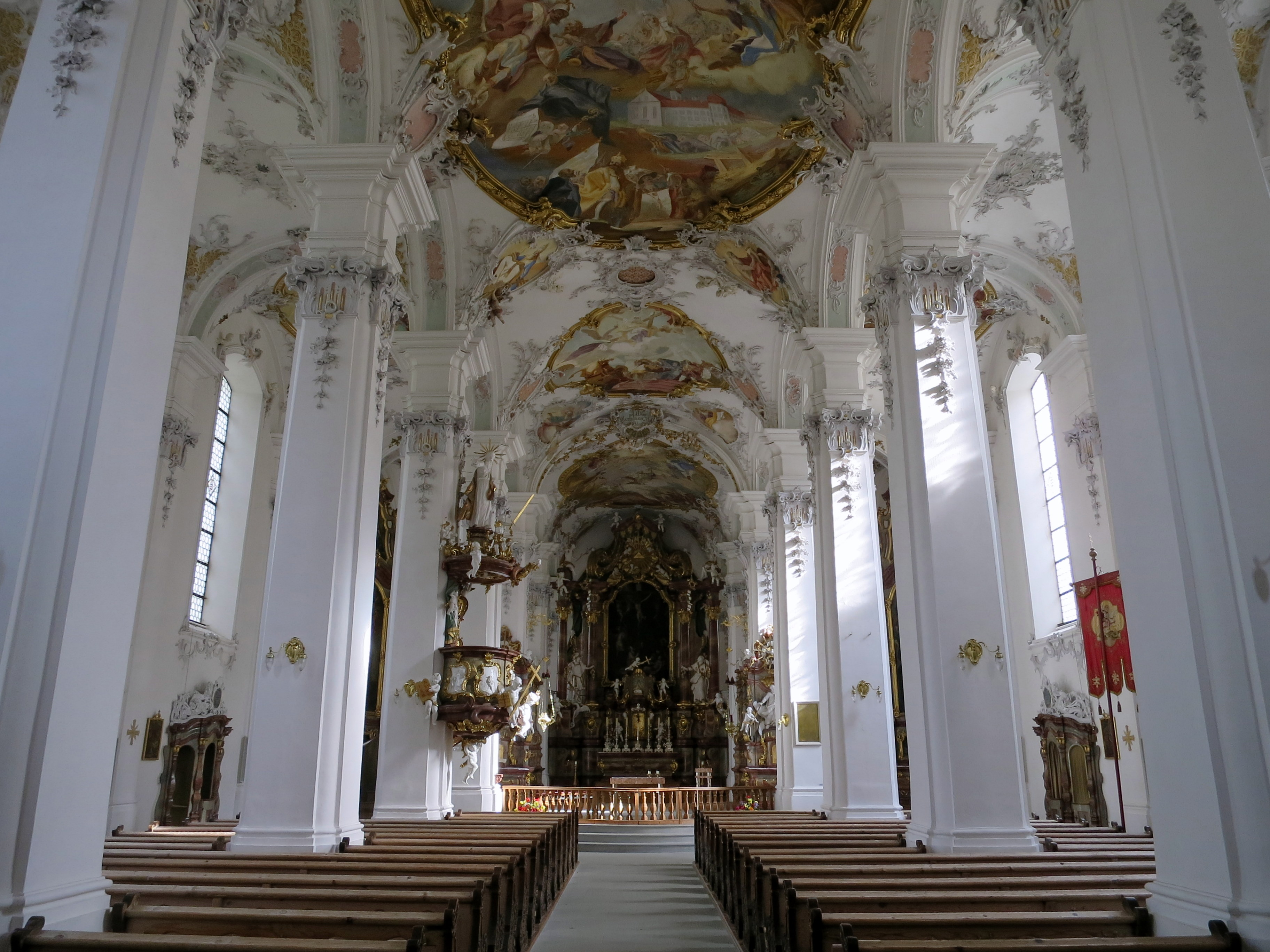
Pfarrkirche St. Georg und Jakobus – die ehemalige Klosterkirche

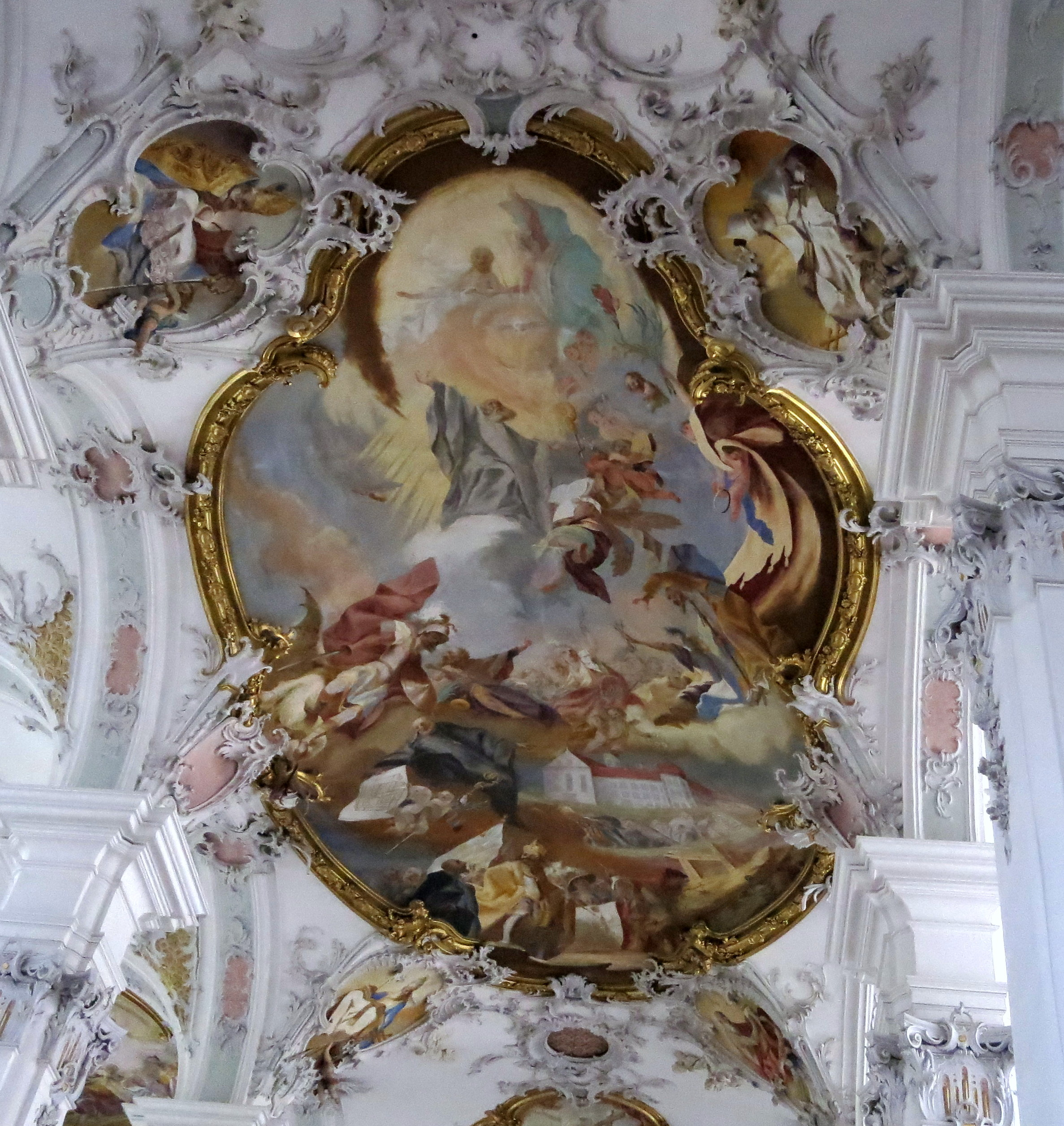
Deckenfresko mit Klosterabbildung

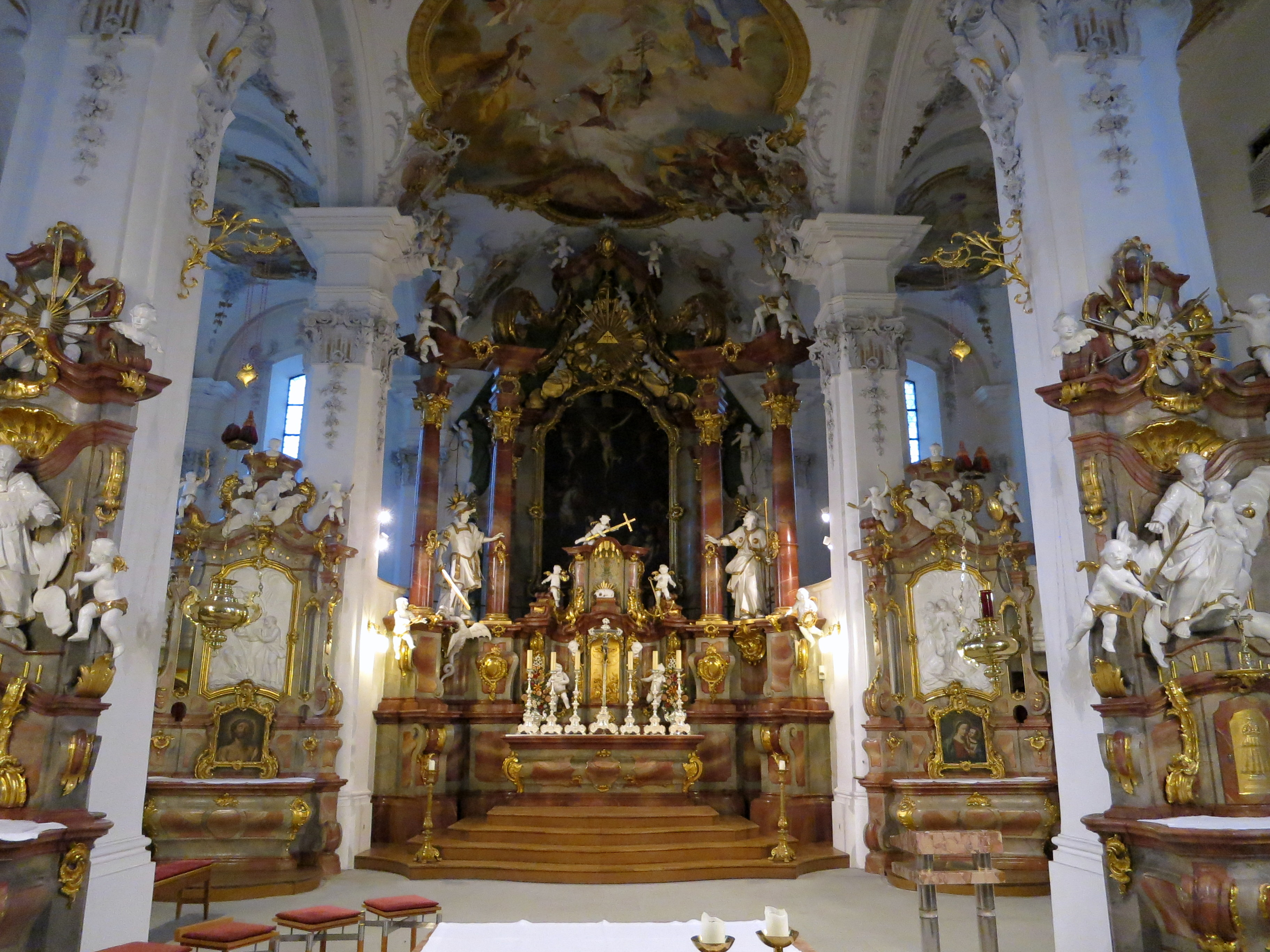
Blick auf den Hauptaltar

Im November 1661 wurde der Ochsenhausener Pater Theodorich Locher zum Abt gewählt. Der Bautrupp – Baumeister Giulio Barbieri und seine Brüder Pietro und Domenico – hatte gemäß dem Vertrag von 1660 im Frühjahr 1661 mit den Arbeiten am Kirchenneubau und dem westlichen Abteiflügel begonnen. Er verpflichtete sie, „die Kierch nach der Visierung“ zu bauen, das noch stehende Mauerwerk einzubeziehen sowie den Turm abzureißen und neu aufzubauen. Der Vorgängerbau, eine dreischiffige Basilika, bedeutend kürzer als die heutige, aber nach Ansicht der Bauforschung in gleicher Breite und in gleicher Lage, besaß seit 1617 ein Querschiff und zwei Chorflankentürme. Der eindeutige Basilikaquerschnitt wird neuestens fälschlicherweise als Hallenkirche von 1288 beschrieben. Für einen Sakralraum des Bodenseeraums im 13. Jahrhundert ist diese Feststellung baugeschichtlich unmöglich. Die Klosterkirche hatte zum Zeitpunkt des Stadtbrandes gewölbte Seitenschiffe, aber die flache Holzdecke im Hauptschiff bot dem Feuer keinen Widerstand. Das zum Zeitpunkt des Bauvertrags inzwischen seit 30 Jahren ungeschützte Gemäuer im Hauptschiffbereich konnte für den Neubau nicht mehr verwendet werden. Der Bautrupp Barbieri brach deshalb vom Frühjahr bis zum Spätherbst 1661 zuerst die nicht mehr verwendbaren Pfeiler und Mittelschiffmauern ab und erstellte neue Pfeilerfundamente für die Freipfeiler der Hallenkirche. Auch das vereinbarte neue Turmfundament wurde nach Abbruch der Chorflankentürme in diesem Jahr erstellt. Gebaut wurde, wie im Baugewerbe üblich, von Anfang Mai bis Ende Oktober, aber mit einer ganzjährigen Pause 1663. 1664 konnte eingewölbt werden. Einweihung der Klosterkirche war im August 1666. Schon vorher mussten die Bauleute auch den Abteiflügel mit dem Erker aufgerichtet haben, denn Giulio Barbieri arbeitete damals schon in St. Gallen. Der neue Kirchturm war noch nicht über die Höhe des Innenraumes gewachsen, er wurde erst 35 Jahre später vollendet.

## Das Kirchengebäude

### Architektur
Bei der ehemaligen Klosterkirche St. Jakobus und Georg in Isny handelt es sich um eine frühbarocke Hallenkirche, deren Dekoration aus dem Spätbarock stammt. Schlicht gehalten ist die Putzfassade, sie weist unten eine Lisenengliederung mit mittig angeordneter Nische auf. Der Giebel entspricht dem Dachquerschnitt. Er wird durch zwei Gesimse unterteilt. Der Grundriss der Kirche zeigt eine dreischiffige Anlage, die in ein einfaches, nur im Chorbereich minimal vorspringendes Längsrechteck eingeschrieben ist. Freipfeiler gliedern den Hallenraum in acht Joche. Das Eingangsjoch und die beiden Chorjoche sind tiefer ausgebildet. Die Pfeiler zeichnen sich durch eine leichte Schwellung und abgerundete Kanten aus. Pilaster besetzen alle vier Pfeilerseiten. Vorkragende Gebälkstücke dienen als Auflager für die Gewölbe. Den Freipfeilern entsprechen an den Seitenschiffwänden Pilaster. Seitenschiffe und Hauptschiff werden von Stichkappentonnen in abgeflachtem Querschnitt gedeckt. Die Scheitel der Gewölbe erreichen in allen drei Schiffen gleiche Höhe. Im Mittelschiff hat die Dekoration der 1750er Jahre die Gurte überformt.

### Ausstattung
Den heutigen Rokoko-Innenraum verdanken wir Abt Basilius Sinner (1757–1777). Kurz nach seiner Amtseinsetzung verdingte er den Wessobrunner Stuckateur Johann Georg Gigl (1710–1765) und den Maler und Freskanten Johann Michael Holzhey (1729–1762) für die Neugestaltung des Kirchenraums. Noch früher hatte der Abt seinen erst 24-jährigen Stiefbruder Matthäus Gigl für Stuckaturen in der Abtei unter Vertrag genommen.
Die gleichzeitige neue Ausstattung der Kirche mit Altären und Kanzel durch den Wurzacher Bildhauer Johann Jakob Willibald Ruez (1728–1782) ist von ähnlich hoher Qualität wie das Rokoko-Raumkleid. Dieses war 1759 vollendet. Es gibt selbst in der reichen Rokokolandschaft Oberschwabens wenig Vergleichbares. Den Hochaltar schuf Ruez 1758. Der viersäulige Altar mit weitgehend aufgelöstem Gebälk wird von einem von Voluten gestützten, geschweiften Giebel abgeschlossen. Das Altarblatt von Johann Heiß zeigt die Kreuzigung Christi. Es wurde 1690 geschaffen und gelangte 1857 an seinen heutigen Ort. In der Mitte des Auszugs steht umfangen von einer Strahlenglorie und Wolken der Name Gottes JHWH auf Hebräisch.